# Castro (Zas)
Castro o San Adrián de Castro (llamada oficialmente Santo Adrián de Castro) es una parroquia y una aldea española del municipio de Zas, en la provincia de La Coruña, Galicia.

## Entidades de población
Entidades de población que forman parte de la parroquia:
- Berbia
- Caberte
- Castro (Santo Adrián de Castro)
- Devesa (A Devesa)
- Rial de Abajo (Rial de Abaixo)

## Demografía

### Parroquia
| Gráfica de evolución demográfica de Castro (parroquia) entre 2000 y 2023 |
|                                                                          |
| Datos según el nomenclátor publicado por el INE.                         |

### Aldea
| Gráfica de evolución demográfica de Santo Adrián de Castro (aldea) entre 2000 y 2023 |
|                                                                                      |
| Datos según el nomenclátor publicado por el INE.                                     |